# A Pobra do Brollón
A Pobra do Brollón és un municipi del sud de la província de Lugo, a Galícia. Pertany a la comarca de la Terra de Lemos i també a la Ribeira Sacra.

## Història
Al terme municipal es conserven en diverses zones túmuls megalítics, propis de la cultura dels castres, que posen de manifest la existència d'assentaments a la zona en l'època prehistòrica.
A partir del segle ix, en documents de monestirs propers com els de San Vicente do Pino o Samos, comencen a ser citades les esglésies i localitats de les terres d'O Brollón. Va haver-hi a la zona dos monestirs, a Vilachá i Ferreiros, que van durar poc.
O Brollón va tenir una jurisdicció que comprenia els llocs de Cereixa, Froxende, Parada dos Montes, Pol de Lemos, Valverde, A Raíña, Salcedo i Vales, a més de les terres pertanyents al monestir de San Vicente do Pino a Monforte de Lemos.
No obstant, segons una investigació recent realitzada per l'escriptora Olga Novo, l'antiga vila es trobava a l'actual Santalla de Rei. Aquesta vila va ser cremada i destruïda per motius desconeguts, probablement emmarcats en lluites per la successió al tron de Castella a l'edat mitjana, i traslladada a l'emplaçament actual de la vila d'A Pobra do Brollón, conegut en aquella època com a San Pedro de Entrambasaugas. A finals del segle xiii, ja comença a aparèixer en els documents el nom de la nova vila: Puebla do Brollón o Puebla de San Pedro. El rei Sanç IV de Castella va atorgar el document fundacional del lloc, la carta pobla, i el seu hereu Ferran IV de Lleó i Castella el va ratificar. Aquest document contenia el repartiment de terres, deures i drets dels seus habitants, a més del dret de dependre directament del propi rei. A partir d'aquell moment la zona creix demogràfica i econòmicament.
Més endavant A Pobra va estar sota la jurisdicció de la casa de Lemos. El 1477 el rei Ferran el Catòlic cedeix a Pedro Álvarez Osorio, primer comte de Lemos, tots els drets i rendes que la corona tenia a A Pobra do Brollón, posant punt final als conflictes que la noblesa tenia per la possessió de les terres d'O Brollón des de 1424, quan Fadrique, senyor de Monforte, se les havia annexionat.
La independència que aquelles terres havien tingut respecte de la noblesa i l'església va motivar la participació de María Castaña, natural del Coto de Cereixa, en les sublevacions del poble de Lugo contra els abusos del bisbe de la ciutat cap al 1382, així com la sublevació de tota A Pobra do Brollón en la Revolta d'Os Guímaros. Aquesta última es va produir en el segle xv quan els habitants d'O Brollón es neguen a pagar els tributs al comte de Lemos.
Fins a les reformes administratives del segle xix les terres d'O Brollón van continuar vinculades a la Casa de Lemos. La seva economia se centrava en l'agricultura (sègol i vinya), ramaderia i l'explotació de mines de ferro, entre les que destacaven As Choias i A Veneira de Roques. L'arribada del blat de moro i la patata a finals del segle xviii van contribuir a un gran creixement demogràfic i la creació de noves viles.
Durant el segle xix el municipi es comença a desenvolupar. El 1850 es construeix la carretera que uneix Lugo i Valdeorras passant per A Pobra. El 1883 el rei Alfons XII inaugura la línia de ferrocarril entre Madrid i la Corunya i es construeix una estació als afores d'A Pobra. A principis del segle xx la població augmenta notablement, assolint els 8.000 habitants. No obstant, durant la segona meitat de segle, l'emigració i l'envelliment dels seus habitants s'han traduït en una davallada de la població que encara continua avui en dia.

## Geografia
Limita al nord amb O Incio, al sud amb Quiroga i Ribas de Sil, a l'est amb Samos i Folgoso do Courel, i a l'oest amb Monforte de Lemos i Bóveda.
El municipi té una superfície de 174,8 km², situats entre la Vall de Lemos, a l'oest, i la serra do Courel, a l'est. La zona oriental es caracteritza per la seva topografia de muntanya, destacant l'Alt d'A Veneira, de 1.164 metres. La menor altitud del municipi, d'uns 300 metres, es troba a la Ribera de Val de Frades, a la vora del riu Sil.
Els principals rius són el Cabe, el Saa i el Rubín, que formen valls petites i profundes. Tots els rius de la meitat oest pertanyen a la conca fluvial del Cabe, mentre que els de la meitat est pertanyen a la conca del Lor, que fa de límit físic del municipi per l'est.
El clima és oceànic-continental, amb característiques d'oceànic de muntanya a la zona est, degut a la major altitud. Les temperatures són suaus, amb hiverns freds, gebrades i boires abundants, i estius calorosos i secs. La temperatura mitjana és de 13,3 °C (6,2 °C al gener i 20,3 °C al juliol) i les precipitacions són d'uns 1.300 mm anuals.

## Demografia
L'any 2014 la seva població era de 1.830 habitants. El municipi, com la majoria de les zones rurals de Galícia, pateix una davallada progressiva de la població des de fa dècades, deguda a l'emigració cap a les ciutats i a l'envelliment de la població. L'any 2014, el 46,45% de la població (850 habitants) eren majors de 65 anys i només el 4,86% (89 habitants) tenien menys de 15 anys.
La població és dispersa en 22 parròquies i 118 entitats de població, concentrades sobretot a la zona occidental del municipi. La part oriental muntanyosa es troba molt poc habitada.

## Parròquies
El municipi d'A Pobra do Brollón està dividit en 22 parròquies, totes elles rurals. La parròquia més poblada és la que correspon a la capital municipal.
| Parròquia                       | Població (2017) |
| ------------------------------- | --------------- |
| Abrence (San Xoán)              | 86              |
| Barxa de Lor (Santa Mariña)     | 45              |
| Canedo (San Miguel)             | 54              |
| Castroncelos (Santiago)         | 133             |
| Castrosante (Santa Mariña)      | 28              |
| Cereixa (San Pedro)             | 126             |
| Eixón (San Xurxo)               | 57              |
| Ferreiros (San Salvador)        | 46              |
| A Ferreirúa (San Martiño)       | 125             |
| Fornelas (Santa Comba)          | 70              |
| Lamaigrexa (San Pedro)          | 97              |
| Liñares (San Cosme)             | 31              |
| Óutara (Santa María)            | 34              |
| Parada dos Montes (Santa Einés) | 27              |
| Pinel (Santa María)             | 23              |
| Piño (Santa María)              | 88              |
| A Pobra do Brollón (San Pedro)  | 271             |
| Saa (Santa María)               | 106             |
| Salcedo (San Xoán)              | 144             |
| Santalla de Rei (Santalla)      | 31              |
| Veiga (San Xián)                | 27              |
| Vilachá (San Mamede)            | 60              |

## Economia
El sistema econòmic es basa en el sector primari (86,1% de la població activa), que es complementa amb un terciari poc especialitzat (9%) i un minoritari sector secundari (4,9%).
A l'agricultura destaquen els cultius de patates, blat i sègol, juntament amb l'explotació d'arbres fruiters, com el castanyer. L'agricultura està enfocada a la manutenció de la ramaderia, que és la que reporta un benefici major a l'agricultor, tant per les vendes com per la llet. L'aprofitament forestal és un altre dels recursos de la zona, a més del cultiu de la vinya a Vilachá, acollit a la Denominació d'Origen Ribeira Sacra, concretament a la subzona Quiroga-Bibei.
El sector secundari industrial es localitza principalment a l'extracció de roques. El municipi té bones instal·lacions i un alt grau de comercialització al mercat nacional i internacional. Per una altra banda, el sector terciari està centrat a la capital municipal. El sector serveis es basa en el petit comerç, l'hostaleria está força desenvolupada gràcies a les ajudes del Pla Leader, i al sector transports existeixen petites empreses i algun autotaxi.

## Comunicacions

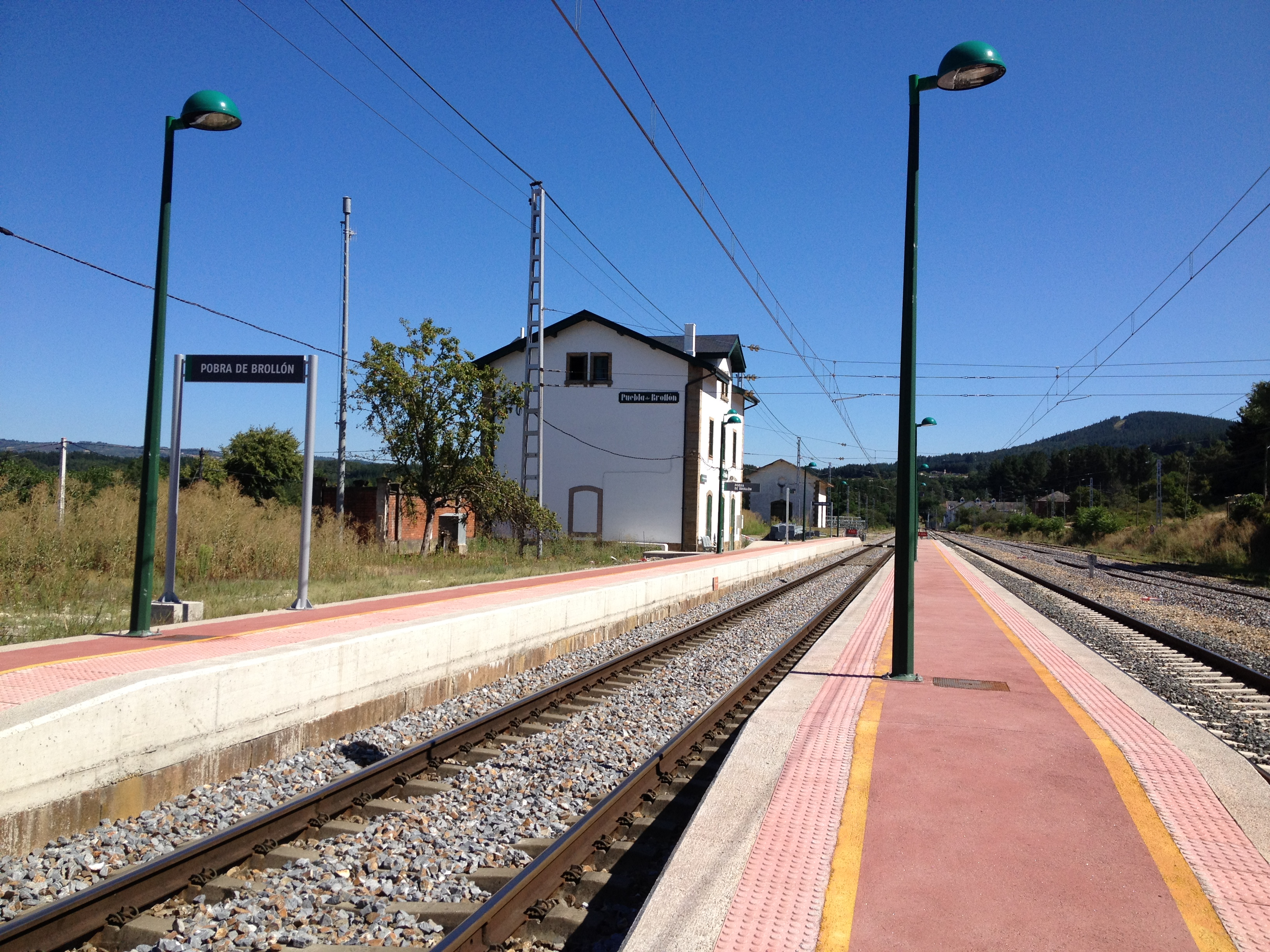
Estació d'A Pobra do Brollón.

El principal accés per carretera és la nacional N-120 que uneix A Pobra amb Monforte de Lemos i Ourense cap a l'oest, i amb Ponferrada cap a l'est. Actualment es troba en projecte el seu desdoblament en autovia (A-76). D'aquesta carretera parteix la LU-652 que uneix el municipi amb Bóveda i la via ràpida CG-2.2 que arriba fins a Lugo. La LU-933, paral·lela a la N-120, arriba fins a Monforte de Lemos. La LU-653 uneix la capital municipal amb O Incio.
També passa pel municipi la línia de ferrocarril entre la Corunya i Lleó. Al nucli d'A Estación hi ha una petita estació, molt utilitzada durant el segle xx. Actualment només té un servei diari en direcció a Ponferrada i Lleó.

## Llocs d'interès

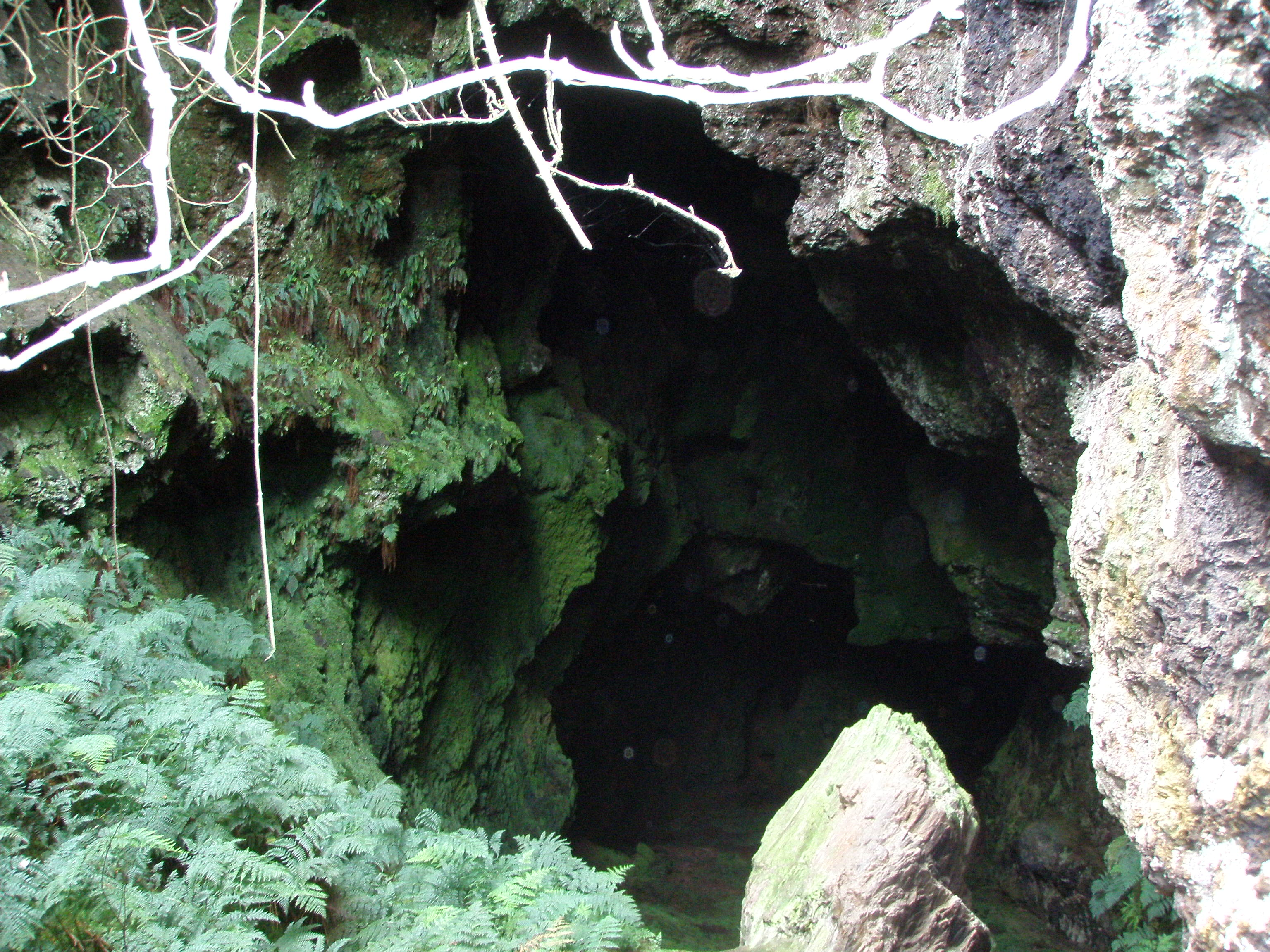
Entrada al Burato das Choias.

- L'església de San Xián de Veiga, temple romànic del segle xii.
- L'església de San Salvador de Ferreiros, temple que conserva una part romànica del segle xii i pintures del segle xv.
- El Pont medieval d'A Barxa, situat a la ruta d'hivern del Camí de Sant Jaume.
- El Burato das Choias, cova natural de la qual es va extreure ferro entre els segles xvi i xvii.
- Les Bodegues de Vilachá, de tradició centenària, es troben a la vora del riu Sil i pertanyen a la Denominació d'Origen Ribeira Sacra.
- La Casa Gran de Marcón, edifici del segle xv amb façana de 1812, actual col·legi de religioses.
- La surera de Santiorxo, arbre centenari de més de tres metres d'alçada.
- Parada dos Montes, aldea rural típica d'alta muntanya, amb els sostres de les cases units per protegir-se del fred i les nevades.
- La Pena dos Catro Cabaleiros, cim de més de 1.100 metres d'altitud, en què hi ha una taula de pedra en la qual es reunien els cavallers dels quatre municipis que hi limiten. Hi ha vistes de la Vall de Lemos i la serra d'O Courel.
- El mirador d'A Capela, situat a Vilachá, amb vistes sobre els Canyons del Sil.

## Política
| Període      | Nom de l'alcalde/-essa                      | Partit polític | Data de possessió |
| ------------ | ------------------------------------------- | -------------- | ----------------- |
| 1979 - 1983  |                                             |                | 19/04/1979        |
| 1983 - 1987  |                                             |                | 28/05/1983        |
| 1987 - 1991  |                                             |                | 30/06/1987        |
| 1991 - 1995  | Antonio Arias Armesto                       | PPdeG          | 15/06/1991        |
| 1995 - 1999  | Antonio Arias Armesto                       | PPdeG          | 17/06/1995        |
| 1999 - 2003  | Manuel Casanova Pérez                       | PPdeG          | 03/07/1999        |
| 2003 - 2007  | Manuel Casanova Pérez i David López Goyanes | PPdeG          | 14/06/2003        |
| 2007 - 2011  | Xosé Lois Maceda Vilariño                   | BNG            | 16/06/2007        |
| 2011 - 2015  | Xosé Lois Maceda Vilariño                   | BNG            | 11/06/2011        |
| 2015 - 2019  | Xosé Lois Maceda Vilariño                   | BNG            | 13/06/2015        |
| 2019 - 2023  | Xosé Lois Maceda Vilariño                   | BNG            | 15/06/2019        |
| Des del 2023 | Xosé Lois Maceda Vilariño                   | BNG            | 17/06/2023        |

## Festes i tradicions
- Entroido de Salcedo (Carnestoltes). Cal destacar la figura de l'Ós de Salcedo.
- Fira de Vi de Vilachá, el primer cap de setmana de maig.
- Corpus Christi, al juny.
- Romeria de Santa Llúcia, a l'agost, a Santalla de Rei.
- Romeria del San Vitoiro, el 27 d'agost.
- Sant Froilà, a l'octubre, a Pacios de Veiga.

## Fills il·lustres
- María Castaña, figura històrica i llegendària del segle xiv.
- Olga Novo (1975), poeta i assagista.